# 고바야시 사토루 (축구 선수)
고바야시 사토루(일본어: 小林 悟, 1973년 8월 26일 ~ )는 일본의 전 축구 선수이다.

## 구단 경력
과거 오미야 아르디자, 사간 도스, 알비렉스 니가타에서 활동하였다.